# Швајцарска на Светском првенству у атлетици на отвореном 2023.
Швајцарска је на 19. Светском првенству у атлетици на отвореном 2023. одржаном у Будимпешти од 19. до 27. августа учествовала деветнаести пут, односно, учествовала је на свим првенствима до данас. Репрезентацију Швајцарске представљало је 34 учесника (16 мушкараца и 18 жена) који су се такмичили у 22 дисциплине (10 мушких, 11 женских и 1 мешовита).,
На овом првенству такмичари Швајцарске нису освојили ниједну медаљу. У табели успешности према броју и пласману такмичара који су учествовали у финалним такмичењима (првих 8 такмичара) Швајцарска је са 3 учесника у финалу делила 44. место са 8 бодова.
| Плас. | Земља      | 1. место | 2. место | 3. место | 4. место | 5. место | 6. место | 7. место | 8. место | Бр. финал. | Бод. |
| ----- | ---------- | -------- | -------- | -------- | -------- | -------- | -------- | -------- | -------- | ---------- | ---- |
| =44.  | Швајцарска | 0        | 0        | 0        | 0        | 1        | 0        | 2        | 0        | 3          | 8    |

## Учесници
| Мушкарци: - Вилијам Рејс — 200 м - Lionel Spitz — 400 м, 4х400 м (м+ж) - Рики Петрукиани — 400 м, 4х400 м (м+ж) - Том Елмер — 1.500 м - Јонас Рејс — 5.000 м - Симон Тесфај — Маратон - Џејсон Џозеф — 110 м препоне - Финли Гај — 110 м препоне - Жилијен Бонвен — 400 м препоне - Дени Бранд — 400 м препоне - Паскал Манћини — 4 х 100 м - Бредли Лестрејд — 4 х 100 м - Феликс Свенсон — 4 х 100 м - Енрико Гинтерт — 4 х 100 м - Доминик Алберто — Скок мотком - Сајмон Ехамер — Скок удаљ | Жене: - Муџинба Камбуђи — 100 м - Џералдин Фреј — 100 м, 4 х 100 м - Саломе Кора — 100 м, 4 х 100 м - Léonie Pointet — 200 м - Ђулија Сен — 400 м, 4 х 400 м, 4х400 м (м+ж) - Лоре Хофман — 800 м - Одри Веро — 800 м - Rachel Pellaud — 800 м - Joceline Wind — 1.500 м - Дитаји Камбунџи — 100 м препоне - Јасмин Гигер — 400 м препоне - Nathacha Kouni — 4 х 100 м - Мелиса Гучмит — 4 х 100 м - Јулија Нидербергер — 4 х 400 м, 4х400 м (м+ж) - Rachel Pellaud — 4 х 400 м - Катја Губелман — 4 х 400 м - Ангелица Мозер — Скок мотком - Аник Калин — Седмобој |

## Резултати

### Мушкарци
| Атлетичар                                                    | Дисциплина    | Лични рекорд | Квалификације      | Квалификације      | Полуфинале           | Полуфинале           | Финале                | Финале               | Детаљи |
| Атлетичар                                                    | Дисциплина    | Лични рекорд | Резултат           | Место              | Резултат             | Место                | Резултат              | Место                | Детаљи |
| ------------------------------------------------------------ | ------------- | ------------ | ------------------ | ------------------ | -------------------- | -------------------- | --------------------- | -------------------- | ------ |
| Вилијам Рејс                                                 | 200 м         | 20,24        | 20,50 КВ           | 3. у гр. 3         | 20,50                | 8. у гр. 3           | Није се квалификовао  | 21 / 54 (57)         |        |
| Lionel Spitz                                                 | 400 м         | 45,25        | 45,69              | 5. у гр. 5         | Није се квалификовао | Није се квалификовао | Није се квалификовао  | 33 / 41 (45)         |        |
| Рики Петрукиани                                              | 400 м         | 45,02        | Није стартовао     | Није стартовао     | Није се квалификовао | Није се квалификовао | Није се квалификовао  | Није се квалификовао |        |
| Том Елмер                                                    | 1.500 м       | 3:34,50      | 3:55,72 кв         | 14. у гр. 1        | 3:38,33              | 11. у гр. 2          | Нису се квалификовали | 25 / 58              |        |
| Јонас Рејс                                                   | 5.000 м       | 13:07,95     | 13:37,84           | 12. у гр. 2        |                      |                      | Нису се квалификовали | 22 / 43 (44)         |        |
| Симон Тесфај                                                 | Маратон       | 2:12:07      |                    |                    |                      |                      | Није завршио трку     | Није завршио трку    |        |
| Џејсон Џозеф                                                 | 110 м препоне | 13,10 НР     | 13,38 КВ           | 4. у гр. 4         | 13,25 кв             | 4. у гр. 3           | 13,28                 | 8 / 43 (45)          |        |
| Финли Гај                                                    | 110 м препоне | 13,46        | 13,61              | 5. у гр. 2         | Није се квалификовао | Није се квалификовао | Није се квалификовао  | 26 / 43 (45)         |        |
| Жилијен Бонвен                                               | 400 м препоне | 49,10        | 49,19 КВ, ЛРС      | 3. у гр. 1         | 49,75                | 8. у гр. 2           | Није се квалификовао  | 23 / 41 (43)         |        |
| Дени Бранд                                                   | 400 м препоне | 48,96        | 49,69              | 5. у гр. 3         | Није се квалификовао | Није се квалификовао | Није се квалификовао  | 30 / 41 (43)         |        |
| Паскал Манћини Бредли Лестрејд Феликс Свенсон Енрико Гинтерт | 4 х 100 м     | 38,36 НР     | 38,65              | 7. у гр. 2         |                      |                      | Нису се квалификовали | 11 / 13 (16)         |        |
| Доминик Алберто                                              | Скок мотком   | 5,71         | Без исправог скока | Без исправог скока | Није се квалификовао | Није се квалификовао |                       |                      |        |
| Сајмон Ехамер                                                | Скок удаљ     | 8,45 НР      | 8,13 кв            | 3. у гр. Б         | 7,87                 | 9 / 37 (39)          |                       |                      |        |

### Жене
| Атлетичарка                                                 | Дисциплина    | Лични рекорд | Квалификације          | Квалификације | Полуфинале            | Полуфинале            | Финале                | Финале           | Детаљи |
| Атлетичарка                                                 | Дисциплина    | Лични рекорд | Резултат               | Место         | Резултат              | Место                 | Резултат              | Место            | Детаљи |
| ----------------------------------------------------------- | ------------- | ------------ | ---------------------- | ------------- | --------------------- | --------------------- | --------------------- | ---------------- | ------ |
| Муџинба Камбуђи                                             | 100 м         | 10,89 НР     | 11,08(.075) КВ         | 2. у гр. 7    | 11,04 ЛРС             | 5. у гр. 2            | Нису се квалификовале | 13 / 54 (56)     |        |
| Џералдин Фреј                                               | 100 м         | 11,18        | 11,26(.253) кв         | 4. у гр. 1    | 11,28                 | 8. у гр. 3            | Нису се квалификовале | 24 / 54 (56)     |        |
| Саломе Кора                                                 | 100 м         | 11,12        | 12,18                  | 6. у гр. 2    | Нису се квалификовале | Нису се квалификовале | Нису се квалификовале | 47 / 54 (56)     |        |
| Léonie Pointet                                              | 200 м         | 23,23        | 23,16 КВ, ЛР           | 5. у гр. 1    | Нису се квалификовале | Нису се квалификовале | Нису се квалификовале | 27 / 44 (45)     |        |
| Ђулија Сен                                                  | 400 м         | 51,78        | 52,66(.651)            | 6. у гр. 4    | Нису се квалификовале | Нису се квалификовале | Нису се квалификовале | 38 / 48          |        |
| Лоре Хофман                                                 | 800 м         | 1:58,50      | 2:00,14 (.623) КВ, ЛРС | 3. у гр. 7    | 2:01,05               | 5. у гр. 2            | Није се квалификовала | 20 / 56          |        |
| Одри Веро                                                   | 800 м         | 1:59,53      | 2:01,03                | 6. у гр. 3    | Нису се квалификовале | Нису се квалификовале | Нису се квалификовале | 34 / 56          |        |
| Rachel Pellaud                                              | 800 м         | 2:00,95      | 2:01,05                | 5. у гр. 5    | Нису се квалификовале | Нису се квалификовале | Нису се квалификовале | 35 / 56          |        |
| Joceline Wind                                               | 1.500 м       | 4:11,25      | 4:14,86                | 14. у гр. 3   | Нису се квалификовале | Нису се квалификовале | Нису се квалификовале | 53 / 55 (56)     |        |
| Дитаји Камбунџи                                             | 100 м препоне | 12,47 НР     | 12,71(.708) КВ         | 3. у гр. 4    | 12,50(.500)           | 3. у гр. 1            | 12,70                 | 7 / 43           |        |
| Јасмин Гигер                                                | 400 м препоне | 55,25        | 56,16                  | 6. у гр. 1    | Није се квалификовала | Није се квалификовала | Није се квалификовала | 27 / 41          |        |
| Nathacha Kouni Саломе Кора Џералдин Фреј Мелиса Гучмит      | 4 х 100 м     | 42,05 НР     | 42,64 КВ, НРС          | 5. у гр. 2    |                       |                       | Дисквалификоване      | Дисквалификоване |        |
| Ђулија Сен Јулија Нидербергер Rachel Pellaud Катја Губелман | 4 х 400 м     | 3:25,90 НР   | 3:29,07 НРС            | 4. у гр. 1    | Нису се квалификовале | 12 / 15 (17)          |                       |                  |        |
| Ангелица Мозер                                              | Скок мотком   | 4,75         | 4,65 КВ, ЛРС           | 4. у гр. А    | 4,75 ЛР               | 5 / 32 (37)           |                       |                  |        |

#### Седмобој
| Дисциплина    | Аник Калин   | Аник Калин | Аник Калин | Аник Калин | Аник Калин | Аник Калин |
| Дисциплина    | Лични рекорд | Резултат   | Бод.       | Плас.      | Укупно     | Плас.      |
| ------------- | ------------ | ---------- | ---------- | ---------- | ---------- | ---------- |
| 100 м препоне | 13,17        | 13,36 ЛРС  | 1.071      | 7.         | 1.071      | 7.         |
| Скок увис     | 1,81         | 1,71 ЛРС   | 867        | 19.        | 1.938      | 16.        |
| Бацање кугле  | 14,67        | НС         |            |            |            |            |
| 200 м         | 23,89        | НС         |            |            |            |            |
| Скок удаљ     | 6,64         | НС         |            |            |            |            |
| Бацање копља  | 49,11        | НС         |            |            |            |            |
| 800 м         | 2:13,73      | НС         |            |            |            |            |
| Седмобој      | 6.515 НР     |            |            |            |            | НЗ         |

### Мешовито
| Атлетичари                                                                 | Дисциплина | Лични рекорд | Квалификације | Квалификације | Полуфинале | Полуфинале | Финале                | Финале       | Детаљи |
| Атлетичари                                                                 | Дисциплина | Лични рекорд | Резултат      | Место         | Резултат   | Место      | Резултат              | Место        | Детаљи |
| -------------------------------------------------------------------------- | ---------- | ------------ | ------------- | ------------- | ---------- | ---------- | --------------------- | ------------ | ------ |
| Lionel Spitz (м) Ђулија Сен (ж) Рики Петрукиани (м) Јулија Нидербергер (ж) | 4 х 400 м  | 3:14,22 НР   | 3:14,38(.371) | 6. у гр. 2    |            |            | Нису се квалификовали | 11 / 16 (17) |        |